# Fatalietid
Fatalietid (av latin fatalis i beteckning av oåterkallelig, som ej kan ändras; jämför "fatal") en juridisk term för i lag bestämd tid, fatalietid, inom vilken något skall fullgöras, till exempel ett överklagande ska ske, en tjänst sökas eller liknande.
Fullgöres ej inom fatalietiden vad som är föreskrivet, förloras rätten att överklaga eller liknande.